# Tears Dry on Their Own
„Tears Dry on Their Own” este cel de-al patrulea disc single extras de pe Back to Black (2006), cel de-al doilea album de studio al cântăreței britanice Amy Winehouse.

## Clasamente
| Clasamentul  | Cea mai înaltă poziție |
| ------------ | ---------------------- |
| Regatul Unit | 16                     |
| Suedia       | 24                     |
| Irlanda      | 26                     |
| Portugalia   | 39                     |
| Germania     | 56                     |